# 한국의 동물 복지와 권리
ber 2, 2014|accessdate=May 8, 2016}}</ref> 채식주의와 비건주의는 드문 것으로 보인다. 한국에서 활동하는 소수의 동물복지 및 권리단체들이 있는데, 이들은 주로 반려동물의 복지와 개고기 무역에 초점을 맞추고 있는 것으로 보인다.

## 동물법
한국의 주요 동물복지법은 1991년에 통과된 동물보호법이다. 이 법의 목적은 "동물의 생명·안전·복지를 증진하고, 동물 학대 방지에 필요한 사항을 제공하고, 동물을 적절히 보호·관리함으로써 동물의 생명을 존중하도록 사람들의 정서적 발전을 도모하는 것"이다.
이 법은 소, 말, 돼지, 개, 고양이, 토끼, 닭, 오리, 염소, 양, 사슴, 여우, 밍크 같은 척추동물에 대한 잔인함을 금지하고 있지만, 인간이 흔히 사용하는 물고기, 갑각류 등은 제외한다. 잔인성에는 잔인한 방법이나 공공장소에서 또는 같은 종의 동물이 있는 곳에서 동물을 죽이는 행위, "도구나 약품"으로 동물을 다치게 하는 행위, 살아있는 동물의 몸에서 액체를 채취하는 행위, 오락용으로 동물을 다치게 하는 행위, 또는 농업, 임업, 그리고 어업에서 식품농업부령에 의해 승인된 근거 없이 동물을 다치게 하는 행위 등이 포함된다. 이 법은 질병, 실험 치료를 위해 행해지는 행위를 면제한다.
잔혹행위 처벌은 1년 이하의 징역 또는 1000만 원 이하의 벌금에 처한다. 유기징역은 최대 100만 원이다. 이 법은 만약 사람들이 잔인함으로 유죄판결을 받았다면, 국가에서 동물을 소유하는 것을 금지할 수 있는 권한을 부여하지 않으며, 또한 동물 학대 반복범에 대해 더 높은 처벌을 부과하지도 않는다.
법은 또한 주의의 의무를 준다. 원래 법에 따르면, 동물 주인과 사육자는 적절한 사료와 물을 제공해야 하며, 보살핌을 받는 동물들이 적절하게 운동하고 쉴 수 있도록 노력해야 한다. 2011년 개정안은 "노력" 문구를 엄격한 책임 요건으로 변경하고 일부 범죄에 대해 징역형을 부과했다.
특히 농가동물에 대해서는 동물등록을 의무화하고, 운송 중인 동물에 대해 일정한 보호를 규정하고 있으며, 농림수산식품부령에서 정한 방역방법으로 살처분하도록 되어있다. 정부는 동물농사 관련 사항을 포함한 동물복지종합계획을 5년마다 수립·시행하기로 했다.
동물 실험과 관련하여 동물에 대한 대안을 고려해야 하며, 가능한 경우 고통에 덜 민감한 동물을 사용해야 하며, 마취제가 필요하며, 인간에게 봉사한 유실 또는 유기 동물(예: 안내견)을 사용하지 않아야 한다. 동물을 실험하는 시설에 동물실험윤리위원회를 만들도록 법으로 규정하고 있다.
야생동물보호관리법은 동물보호법 외에도, 야생동물을 중독시키는 등 잔인한 방법으로 죽이는 행위, 포획한 동물을 해치는 행위, 살아있는 야생동물의 유체나 신체 일부를 채취하는 행위 등을 금지하고 있다.
2014년과 2020년에 한국은 세계동물보호지수에서 A,B,C,D,E,F,G 등급 중 D등급을 받았다.
2014년엔 특히 '한국정부가 동물복지 기준을 모니터하고 개선하기 위해 목표 달성 정도에 관한 보고서를 발간하는지 여부'에서 최하위인 G등급을 받았다.

## 동물 문제

### 동물농사와 소비
한국의 동물 제품 소비가 증가하고 있다. 농림축산식품부의 보고서에 따르면 1인당 육류 소비량은 1980년 11.3kg에서 2013년 42.7kg으로 증가했다. 채식주의와 비건주의는 드물게 보인다. 하지만 이들은 아마 늘고있다.
한국의 육우는 쌀 농장에서 징병 동물로 유래되었다. 한 번에 1-4마리의 소를 소규모로 조업하는 보조활동으로 여전히 많은 쌀농장에서 사육되고 있다.

돼지와 닭은 집중적으로 농사를 지으며 생산량은 지난 30년 동안 크게 늘었다. 가금류 생산의 증가는 1980년대와 1990년대에 패스트푸드 프라이드 치킨 프랜차이즈의 도입으로 크게 증가하기 시작했다. 돼지고기 생산은 1980년대에 200%, 1990년대에 50% 이상 증가했다. 저비용 생산업체에서 닭고기와 양돈 농사가 집중되는 추세이다.

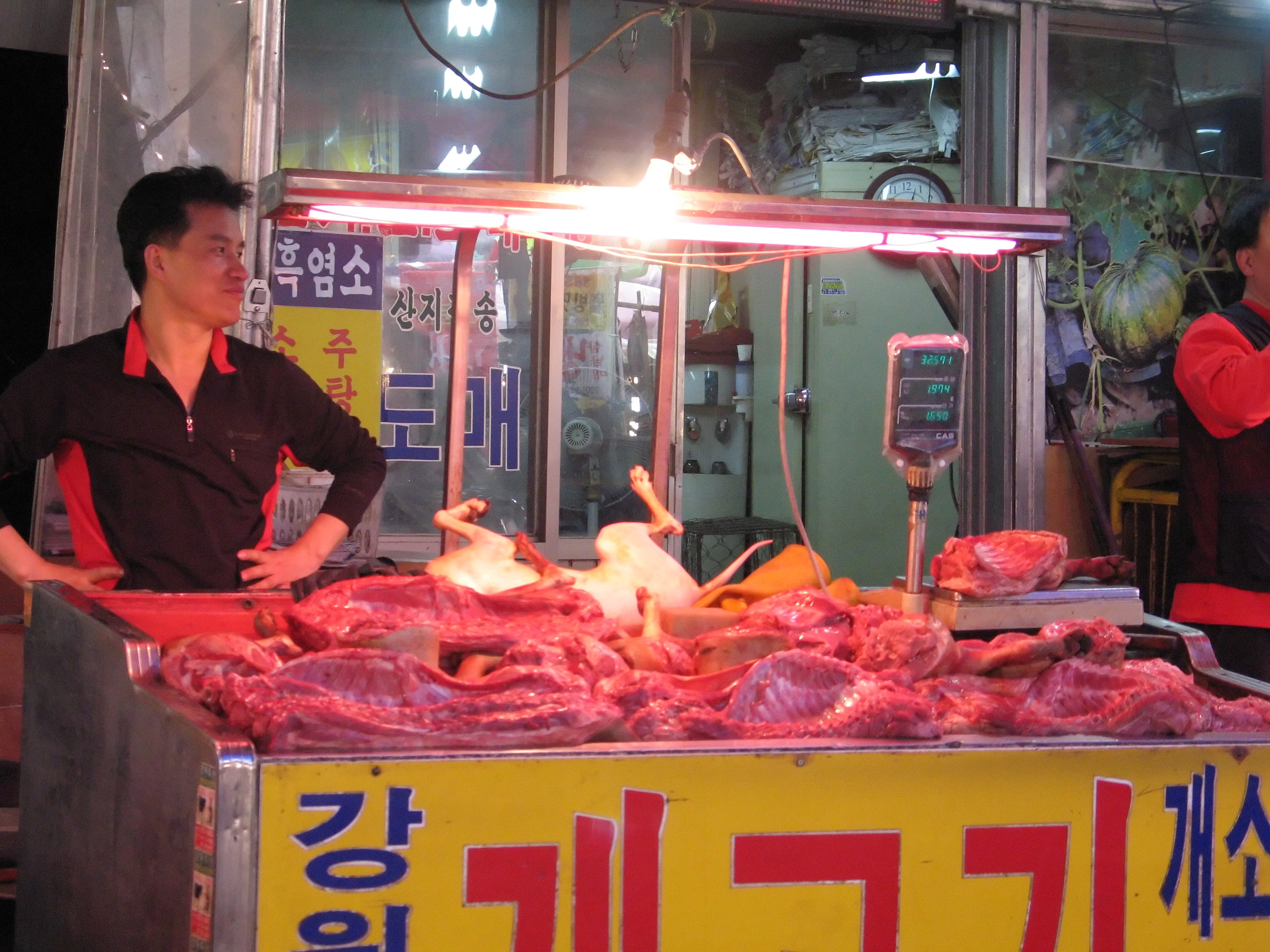
한국의 서울 경동 시장에서 팔리는 개고기.

개고기 무역은 한국의 동물 활동가들에게 주요 관심사이다. 매년 200만 마리 이상의 개가 소비되고 있으며, 반려견은 동물보호법을 위반하여 도둑맞아 매매되고 잔혹한 방법(예: 구타, 감전)으로 죽임을 당한다. 또한 수천 마리의 고양이들이 매년 음식이나 약용으로 죽임을 당하는데, 때로는 압력솥에서 산 채로 끓이는 것과 같은 비인간적인 방법으로 죽임을 당하기도 한다.

### 동물 실험
2013년 여론조사에서, 7/10명의 한국 응답자들은 동물에 대한 화장품 테스트의 종료를 지지했다. 그해 식품의약품안전처는 자외선 차단제와 주름 방지 크림과 같은 기능성 화장품에 대한 비동물 검사 결과를 인정하자는 정책 제안을 발표했다. 지난 2015년 식품의약품안전처가 정한 특정 화장품에 대해 동물 이외의 대체 검사를 의무화하는 법안이 통과돼 2018년이 발효됐다.
한국동물검역원에 따르면 2016년 연구에 사용된 동물의 수는 287만8907마리였다. 종별로는 설치류(쥐, 쥐 등) 91.4%, 어류 4.1%, 조류 1.9%, 토끼 1.3%, 기타 척추동물 1.3%였다. 연구에 사용된 동물의 수는 2008년 76만296마리 이후 꾸준히 증가해왔다.
독립 여론조사 회사인 리얼미터가 2020년 7월에 실시한 새로운 여론조사에 따르면, 대다수의 한국 국민들은 동물 실험 대신에 이러한 진보된 접근 방식을 지원하는 데 그들의 세금을 쓰기를 원한다고 했다. 응답자의 약 82%는 제21차 국회가 생쥐, 원숭이, 개에 대한 실험 대신 인간 장기 모방과 인간 유래 세포를 이용한 실험과 같은 접근법을 포함하는 동물 실험의 대안을 입법적으로 지지하는 것을 원했다.

### 의류에 사용되는 동물
한국에는 모피 농장이 없으나, 그러나 한국은 2012년에 2,470억 파운드의 모피를 구매하면서 세계에서 다섯 번째로 큰 모피 수입국이다. 모피의 인기는 최근 몇 년 동안 높아져 총 시장가치는 2007년 7,890억 파운드에서 2012년 1조 1,000억 파운드로 증가했다.
가죽에 대한 수요도 2007년과 2012년 사이에 48% 증가하며 증가하고 있다. 가죽의 시장 가치는 2012년에 1조 6천억 파운드에 달했으며, 그 중 66%는 국내에서 생산된다.

## 동물 운동 단체
한국에는 소수의 동물 복지 단체가 있으며, 동물 복지에 대한 관심이 증가하고 있다.
미국에서 가장 큰 동물 운동 단체는 2002년에 설립된 지구상의 동물 권리 공존 단체이다. CARE는 무살처분 동물보호소를 운영하고, 일반인에게 개고기, 동물실험, 공장농업, 포경, 모피 등 다양한 동물권리와 복지문제를 교육하고, 공장농장조사를 실시한다.
국제 한국동물원(IAKA)은 개고기와 동물 의학의 무역의 잔인성에 대해 국민들, 특히 학생들에 대해 교육하기 위해 1997년에 설립되었다. 그들의 자매단체인 한국동물보호교육협회는 대중들에게 입양, 중성화에 대해 교육하고 적절한 애완동물 관리에 대해 교육한다.
2016년 동물권리단체 동물아리랑은 대한민국 헌법에 동물권리 조항을 포함시켜 달라는 청원서를 제출했다.
영국에 본부를 둔 동물보호단체 '노토독미트'는 2016년 모란시장이 더 이상 공공장소에서 개를 도살하지 않는 결과를 초래한 한국활동가그룹 씨가온과 제휴했다.
캘리포니아에 본부를 둔 동물보호단체인 "In Defense of Animals"는 한국의 동맹국들과 협력하여 동물보호 시위를 벌이고, 개 농장에서 개를 구조하고, 기존의 동물보호법을 더 잘 시행하기 위해 정부에 로비를 하고 있다.
가장 적극적이고 존경받는 한국 단체 중 두 곳은 동물보호단체인 한국동물권익옹호회와 한국동물복지협회이다. 두 단체 모두 세계 최대의 동물보호단체 중 하나인 휴먼 소사이어티 인터내셔널의 파트너이다. HSI는 한국 사무소인 HSI Korea를 가지고 있는데, 그들은 개고기 무역을 끝내기 위한 캠페인에 매우 적극적으로 참여하고 있다.

## 같이 보기
- 동물권
- 동물보호법
- 한국동물보호협회